# Brobergen

Escudo de Brobergen

Brobergen (em baixo-alemão: Brobargen) é um vilarejo do distrito de Stade, Baixa Saxônia, Alemanha e localiza-se às margens do rio Oste. A área é de 6,06 km² e a população é de 226 habitantes (31 de Dezembro 2003). Brobergen foi um comuna independente até 1972, quando seu território foi incluído  a Kranenburg. O vilarejo foi documentado pela primeira vez como Brocberge em 1286.